# Tamasu
Tamasu (jap. 株式会社タマス Kabushiki-gaisha Tamasu) – japońskie przedsiębiorstwo produkujące pełny zakres sprzętu i ubiorów do tenisa stołowego, wykorzystuje nazwę marki Butterfly. Założone 19 grudnia 1950 w Yanai, w Japonii. Sponsoruje liczne kadry narodowe, zespoły i zawodników tenisa.

## Znane produkty
- Okładziny gładkie ofensywne z serii Sriver
  - Sriver D13-L („klasyczny”)
  - Sriver EL
  - Sriver FX
  - Sriver G2
  - Sriver G2-FX
  - Sriver G3
  - Sriver G3-FX
- Okładziny z serii Bryce
  - Bryce („klasyczny”)
  - Bryce FX
  - Bryce Speed
  - Bryce Speed FX
- Okładziny z serii Tenergy
  - Tenergy 05
  - Tenergy 05-FX
  - Tenergy 25
  - Tenergy 25-FX
  - Tenergy 64
  - Tenergy 64 FX
  - Tenergy 80
  - Tenergy 80 FX
  - Tenergy 99
  - Tenergy 99 FX
- Pozostałe sławne okładziny
  - Tackiness C
  - Tackiness C II
  - Tackiness D
  - Tackifire C
  - Feint SOFT
  - Feint Long II
  - Feint Long III
  - Catapult
- Deski – użytkownicy:
  - Joo Se-hyuk (DEF)
  - Andrzej Grubba (ALL+)
  - Timo Boll (ALL+)
  - Zoran Primorac Classic (OFF-)
  - Viscaria (OFF-)
  - Timo Boll Spark (OFF-)
  - Petr Korbel (OFF)
  - Jonyer Hinoki (OFF)

## Znani sponsorowani zawodnicy
- Timo Boll
- Joo Se-hyuk
- Zhang Jike
- Marcos Freitas
- Tiago Apolonia
- Adrien Mattenet
- Chuan Chih-yuan
- Kalinikos Kreanga
- Werner Schlager
- Oh Sang-eun
- Cheung Yuk
- Jun Mizutani
- Michael Maze
- Panagiotis Gionis
- Ruwen Filus
- Zoran Primorac
- Robert Gardos
- Chiang Peng-lung
- Seiya Kishikawa
- Lee Jung-woo
- Kaji Yoshida
- Petr Korbel
- Adrian Crisan
- Kōji Matsushita
- Christophe Legout
- Kenta Matsudira
- Bastian Steger
- Lars Hielscher
- Zhang Yining
- Guo Yue
- Liu Shiwei
- Tie Yana
- Tamara Boros
- Nicole Strusse
- Daniela Dodean
- Krisztina Tóth

## Polscy sponsorowani zawodnicy
- Jakub Kosowski
- Maciej Pietkiewicz
- Filip Szymański
- Jakub Perek
- Paweł Chmiel
- Piotr Chmiel
- Artur Daniel
- Tomasz Wiśniewski
- Piotr Chodorski
- Natalia Partyka
- Natalia Bąk
- Marta Gołota
- Magdalena Sikorska
- Katarzyna Grzybowska
- Maja Krzewicka
- Joanna Kiedrowska
- Aleksander Werecki

## Sponsorowane kadry narodowe
- Kadra narodowa i olimpijska mężczyzn i kobiet Niemiec
- Kadra narodowa i olimpijska mężczyzn i kobiet Korei Południowej
- Kadra narodowa i olimpijska mężczyzn i kobiet Tajwanu
- Kadra narodowa i olimpijska mężczyzn i kobiet Chorwacji
- Kadra narodowa i olimpijska mężczyzn i kobiet Białorusi
- Kadra narodowa i olimpijska mężczyzn i kobiet Holandii
- Kadra narodowa i olimpijska mężczyzn i kobiet Portugalii
- Kadra narodowa i olimpijska mężczyzn i kobiet Argentyny
- Kadra narodowa i olimpijska kobiet Włoch
- Kadra narodowa i olimpijska kobiet Bułgarii

## Sponsorowane kluby
- Borussia Düsseldorf
- S.C. TT Levaloiss
- TTV Rve Bau-Gönnern
- TTV Weder Bremen
- AZS AJD Częstochowa
- UKS Baruch Prokadr Dojlidy Białystok
- MOKS Słoneczny Stok Białystok
- UKS Alfa Radzyń Podlaski
- MRKS Gdańsk
- KS GORCE JUTA Nowy Targ
- TTS 3S Polonia Bytom